# ساپوتانتیریکاندا
ساپوتانتیریکاندا (به لاتین: Saputantirikanda) یک منطقهٔ مسکونی در سری‌لانکا است که در استان جنوبی (سری‌لانکا) واقع شده‌است.